# Cercenasco
Cercenasco (Sësnasch in piemontese) è un comune italiano di 1 779 abitanti della città metropolitana di Torino in Piemonte. Situato nella pianura pinerolese, è un centro agricolo, sede di piccole attività artigianali.
Di un certo pregio artistico sono gli affreschi della cappella di Sant'Anna.
Il territorio comunale ospita ancora nelle rogge e nei corsi d'acqua, anche se sempre più rari, esemplari di lampreda, nota anche come agnato, pesce che in passato ha dato lustro alla gastronomia della zona.
Dolce tipico è la baciaja, che utilizza la farina di mais, a parziale sostituzione della farina di frumento. La Baciaja, che è un biscotto a cialda sottile e friabile, viene cotta sul fuoco, usando un ferro a pinza apposito; può essere al cioccolato, al limone, alla nocciola e al gianduja.
Il territorio di Cercenasco è attraversato dalla pista ciclabile Airasca-Villafranca (via delle Risorgive).

## Storia
Il toponimo Circinascum è una forma aggettivale in -asco (suffisso di origine ligure) derivante da circinus (circolo) e probabilmente designava un recinto. Nel X secolo rientra nei possedimenti dei marchesi di Susa: un diploma di Ottone III (1001) lo conferma con Virle e Vigone ad Olderico Manfredi, così come farà nel 1026 Corrado il Salico. Nel 1027 l'abbazia di Cavour riceve dal vescovo di Torino Landolfo un podere nel territorio di Cercenasco con la piccola corte di Gorretta. Nel 1045 passa ai conti di Savoia che lo investono ai signori di Castagnole, poi ai Piossasco.
Nel 1225 il feudo passa ai signori di Bernezzo: è Leonetto a ricevere l'investitura da Tommaso I di Savoia (1228) e sono i suoi eredi a erigere il castello e la cappella di Sant'Anna.
Nel 1482 Lucia di Bernezzo porta in dote parte del feudo al marito Tommaso (figlio illegittimo di Ludovico I marchese di Saluzzo). In seguito a passaggi il feudo perviene alla famiglia Malabayla di Canale nel 1689.
Il castello di Cercenasco venne distrutto nell'ottobre del 1693 durante la campagna che vide fronteggiarsi le truppe francesi, guidate dal generale Catinat, e quelle sabaude, comandate da Vittorio Amedeo II di Savoia, all'interno della Guerra della Grande Alleanza. Aggirate le truppe sabaude (impegnate nell'assedio di Pinerolo) valicando il colle delle Finestre e scendendo lungo la val di Susa, il Catinat diede battaglia, da posizione di vantaggio, in località Marsaglia. L'esercito austro-piemontese fu sbaragliato e il Catinat ebbe il controllo del territorio che, per indebolire il duca di Savoia, prese a devastare. Come riportato in una lettera dello stesso Catinat a Luigi XIV: "l'altro giorno bruciammo Scalenghe e Cercenasco, e poiché le mura del castello di questo ultimo paese non crollarono con l'incendio, le abbattemmo con le mine".
Nel 1797 Carlo Emanuele IV conferma l'abolizione dei vincoli feudali dopo la richiesta di affrancamento fatta dalla comunità nel 1795. I fondi convertiti dai Savoia in demanio, o proprietà privata, mantengono l'onere degli usi civici. Anche nei bandi campestri del 1724 si faceva menzione degli usi civici: fare legna, pascolo, e raccogliere le ghiande. Nel 1839, in località 'Stonea' vigeva il diritto di pascolo libero, e dei maceratoi di canapa.

## Ij nassor dla Stonèa
Con il termine nassor (pronuncia /na'sʊr/) si indica, in piemontese, il fontanile, o risorgiva, ed il sistema di acque che da questi nasce. La Stonea è una zona umida posta a nord dell'abitato di Cercenasco, dove, all'interno di una superficie di circa 30 ettari, sono presenti decine di fontanili, le cui acque si vanno a raccogliere in fossi dette bealere, che percorrono la campagna.
I Nassor dla Stonèa erano utilizzati, in passato, anche per alimentare vasche, ancora visibili, usate per macerare la canapa.
Sia per la purezza delle loro acque, che per la relativa stabilità termica i Nassor della Stonea ospitano un ecosistema particolare. La flora è caratterizzata dal crescione d'acqua (Nasturtium officinale), dall'ontano nero (Alnus glutinosa), e da diverse varietà di giunchi; l'ittofauna si segnala per la presenza della Lampreda padana (Lampetra zanandreai), del Gambero di fiume (Austropotamobius pallipes), e di numerose specie di pesci, tra cui il vairone (Telestes muticellus), l'alborella (Alburnus arborella), e il luccio (Esox lucius). Sono presenti anche uccelli tipici dei luoghi umidi.

## Società

### Evoluzione demografica
Abitanti censiti

### Etnie e minoranze straniere
Secondo i dati Istat al 31 dicembre 2017, i cittadini stranieri residenti a Cercenasco sono 72, così suddivisi per nazionalità, elencando per le presenze più significative:
1. Romania, 47

## Amministrazione

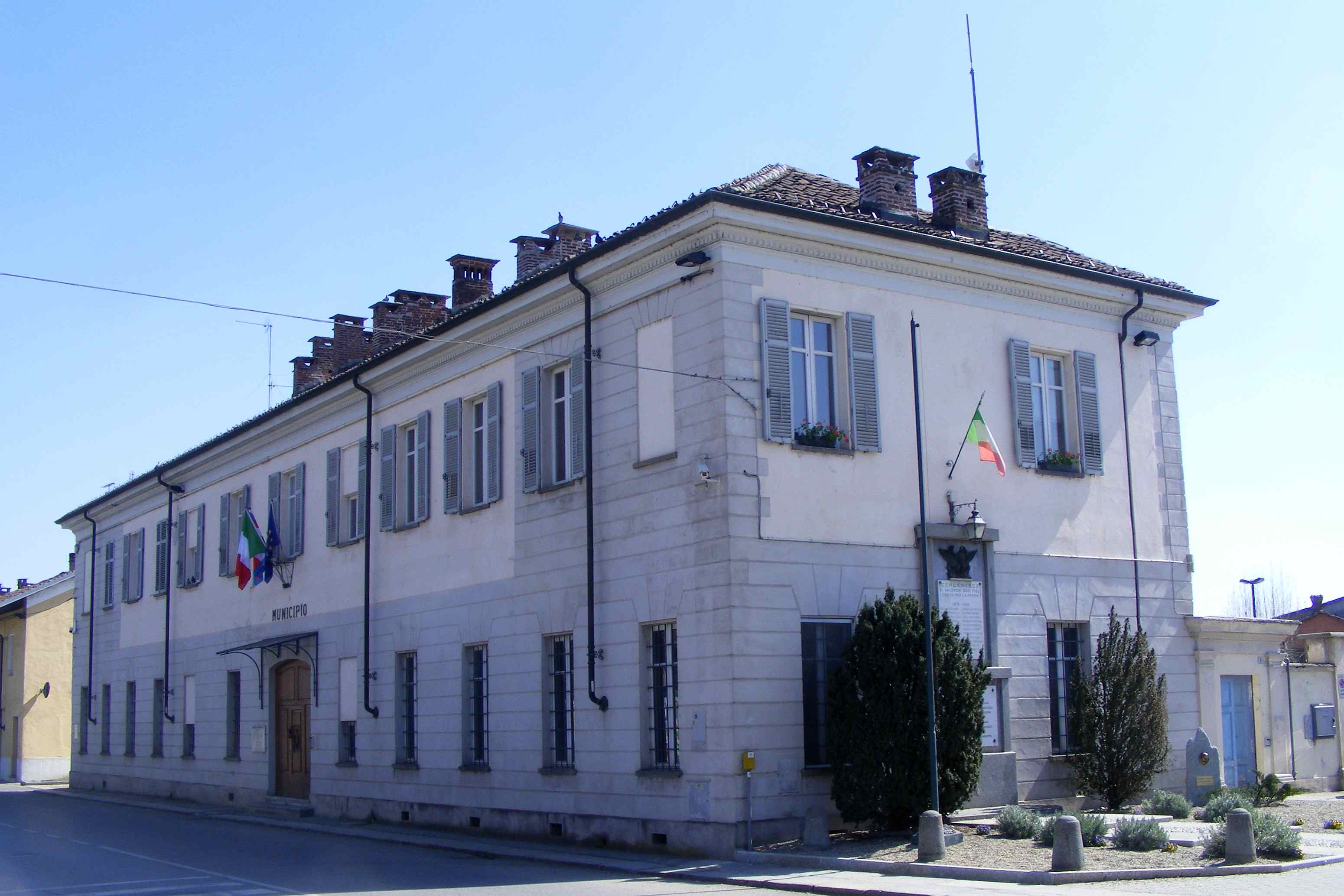
Il municipio

| Periodo | Periodo   | Primo cittadino      | Partito      | Carica  | Note        |
| ------- | --------- | -------------------- | ------------ | ------- | ----------- |
| 2004    | 2009      | Germano Dealessandri | lista civica | Sindaco |             |
| 2009    | 2024      | Teresa Rubiano       | lista civica | Sindaco | tre mandati |
| 2024    | in carica | Simone Colmo         | lista civica | Sindaco |             |